# Bördeaue
Bördeaue é um município da Alemanha, situado no distrito de Salzland, no estado de Saxônia-Anhalt. Tem 25,4 km² de área, e sua população em 2019 foi estimada em 1.790 habitantes.